# 7 (album de U2)
Pour les articles homonymes, voir Seven.
Albums de U2
All That You Can't Leave Behind
(2000) The Best of 1990-2000
(2002)
7 est une compilation composée de faces B et de remix de l'album All That You Can't Leave Behind du groupe U2. Cet album, sorti en janvier 2002, a été commercialisé uniquement aux États-Unis dans les magasins Target, en raison du manque de singles dans ce format.
Le contenu de l'EP est intégré dans la réédition deluxe de l'album All That You Can't Leave Behind en 2020.

## Liste des titres
Toutes les chansons sont écrites et composées par U2, avec des paroles de Bono, sauf exceptions notées.
| 1.    | Summer Rain                                                 | Bono et The Edge | 4:06 |
| 2.    | Always                                                      |                  | 3:46 |
| 3.    | Big Girls Are Best                                          | Bono et The Edge | 3:37 |
| 4.    | Beautiful Day (Quincey and Sonance mix)                     |                  | 7:55 |
| 5.    | Elevation (Influx mix)                                      |                  | 4:02 |
| 6.    | Walk On (version single)                                    |                  | 4:11 |
| 7.    | Stuck in a Moment You Can't Get Out Of (version acoustique) | Bono et The Edge | 3:42 |
| 31:30 |                                                             |                  |      |

## Crédits
U2
- Bono – chant
- The Edge – guitare, claviers, chœurs
- Adam Clayton – basse
- Larry Mullen, Jr. – batterie

Production
- Daniel Lanois, Brian Eno – production (excepté sur Big Girls Are Best et Stuck in a Moment You Can't Get Out Of)
- Howie B, Flood – production (sur Big Girls Are Best)
- Steve Lillywhite – production (sur Stuck in a Moment You Can't Get Out Of)
- Nigel Godrich – production additionnelle (sur Walk On)